# 仁太坊
仁太坊（にたぼう、安政4年7月7日（1857年） - 昭和3年1月2日（1928年））は青森県生まれの津軽三味線奏者。本名・秋元仁太郎。津軽三味線の始祖。

## 生涯
1857年（安政4年）に金木新田（かなぎしんでん）の神原村（現・青森県五所川原市金木町神原）に生まれる。本名は仁太郎（にたろう）。父・三太郎は岩木川の河原の舟小屋に住み、渡し守を務めていた。母は出産後しばらくして体を壊し、亡くなっている。
仁太郎は8歳で天然痘にかかり失明。当時の幕藩体制下では、目の不自由な男性が経済的に身を立てるため琵琶や三味線、そして按摩や鍼灸の技能を習得する職能ギルドのような組織として「当道座」があった。しかし、当道座は封建体制の中の身分制組織であり、「筋目悪しき者」とされていた渡し守の子である仁太郎は当道座に入ることが許されなかった。
失明後の仁太郎は周囲の者が驚くほど聴覚を発達させた。10歳のとき、仁太郎は神原村を流し歩いていた瞽女が奏でる三味線の音色を耳にし、その音色に激しく心を動かされた。父が瞽女に願い出て仁太郎に三味線を習わせると、たちまち才能の片鱗を見せ始め、さまざまな曲を覚えていった。
1866年、父・三太郎が悪天候で増水した岩木川に転落し、水死する。天涯孤独となった仁太郎は、三味線で生計を立てていくことになる。明治維新後の1871年（明治4年）、太政官布告「盲人之官職自今以後被廃候事」よって、当道座は廃止された。
仁太郎は少年時代に失明した後、舟場を偶然訪れた虚無僧から尺八の簡単な手ほどきを受けており、仁太郎にとって尺八は少年時代からの憧れの楽器だった。虚無僧の廃止によって尺八も自由に演奏できるようになり、これら芸能の開放によって仁太郎は活躍の場を広げる。津軽地方では門付けをする男性の盲人のことを坊様といった。仁太郎も坊様として活動するようになり「仁太坊」と呼ばれることになった。仁太坊は背中に三味線を背負い、腰に尺八と竹笛を差す独特の格好で各地域の祭りに姿を現し、評判を呼ぶ。笑いを意図した漫芸である「なぞかけ」も得意とした。
さらに仁太坊が注目を集めたのは「八人芸」である。三味線、尺八、太鼓、声色など8人分の芸を1人で同時に行う大道芸の一種だが、明治維新以前は座頭が見世物小屋や寄席で行っていたため「八人座頭」と言われていた。弘前の芝居小屋「茂森座」で義太夫節を聴き、その音色に惚れ込んだ仁太坊が太棹三味線を初めて手にしたのは明治11年（1878年）である。太棹を手にした仁太坊は、弦を激しく打ちつけダイナミックな低音の魅力を発揮する独自の奏法「叩き奏法」を編み出す。
その後、明治13年には15歳の少年・古川喜之助を内弟子として迎え入れる。仁太坊はこの2年ほど前に結婚しており、妻・マンとの間に第1子の作助が生まれたのは明治13年11月のことだった。一番弟子となった喜之助は仁太坊夫婦と生活を共にし、三味線修業を始める。封建時代の芸風を踏襲することを良しとしなかった仁太坊の姿勢は、弟子の教育においても一貫していた。
明治14年の晩秋の頃、喜之助は坊様として独立し、喜之坊として故郷の南津軽荒田に戻る。明治21年には、仁太坊のもとに長泥村の太田長作が弟子入り志願に訪れる。長作は幼年期に失明、15歳で三味線弾きになることを決意する。仁太坊の2人目の弟子となった長作は、杖を頼りにして長泥から神原まで歩いて通った。3年の修業の後に独立した長作坊は明治28年に長泥から狐森に移り住むが、門下に300人の弟子を抱えるまでになった。後に名人と謳われる梅田豊月も長作坊の門弟の一人である。弟子には他に嘉瀬の桃などがおり、最後の弟子となる白川軍八郎が弟子入り志願に訪れたのは、大正6年（1917年）のことであった。
昭和3年（1928年）1月2日死去。2004年には「NITABOH 仁太坊-津軽三味線始祖外聞」の題でアニメ映画化された。